# Pfostenschlitzmauer

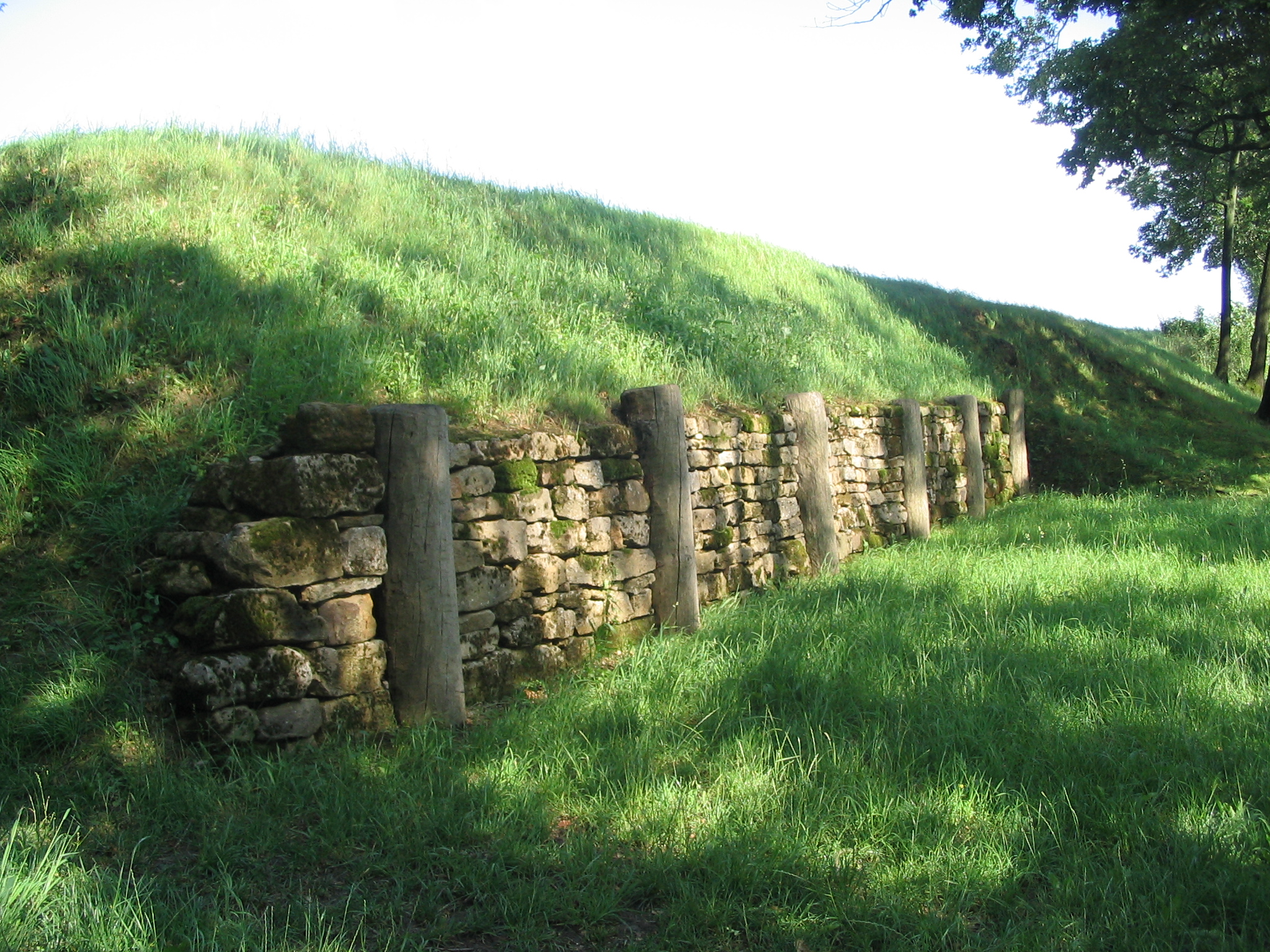
Bastione in stile Kelheim ricostruito presso l'oppidum di Burgstall (Finsterlohr), Germania

Il Pfostenschlitzmauer (lett. «muro a scanalatura con pali»), in italiano più in generale detto «muro a telaio in legno», è una tecnica di costruzione delle mura difensive che proteggevano roccaforti collinari e oppidum in Europa Centrale durante l'età del ferro, diffusa soprattutto in Baviera e Repubblica Ceca. È caratterizzato da pali verticali in legno posti davanti a mura in pietra. Il bastione è fatto di reticolari di legno riempiti di terra e macerie. I fasci trasversali potevano anche essere protesi oltre la parete di pietra, come nel caso dei murus gallicus utilizzati in Gallia e Germania occidentale.
Il metodo di costruzione è noto anche come stile Kelheim, a causa degli enormi bastioni dell'oppidum di Kelheim.
Presso l'oppidum di Manching è stato ricostruito un antico murus gallicus in stile pfostenschlitzmauer.